# Tour de Flandes 2017
El Tour de Flandes 2017 fou l'edició número 101 del Tour de Flandes. Es disputà el 2 d'abril de 2017 sobre un recorregut de 260 km entre Anvers i Oudenaarde, sent la tretzena prova de l'UCI World Tour 2017.
El vencedor final va ser el belga Philippe Gilbert (Quick-Step Floors), després de protagonitzar un atac durant la segona ascensió al Oude Kwaremont, a manca de 55 km per l'arribada. Gilbert obrí poc més d'un minut que va saber administrar fins a l'arribada final. En segona posició finalitzà el també belga Greg Van Avermaet (BMC Racing Team), que s'imposà a l'esprint a Niki Terpstra (Quick-Step Floors) i Dylan van Baarle (Cannondale-Drapac Pro Cycling Team), que anaven en el grup perseguidor.
Durant la cursa foren nombroses les incidències protagonitzades per caigudes o avaries mecàniques. Els més perjudicats foren Sep Vanmarcke (Cannondale-Drapac Pro Cycling Team), que va caure quan anava al grup capdavanter; Tom Boonen (Quick-Step Floors), amb una avaria en l'ascensió al Taaienberg; i Peter Sagan, que va caure a manca de 15 km quan intentava arribar fins a Gilbert, arrossegant en la caiguda a Oliver Naesen (AG2R La Mondiale) i Van Avermaet.

## Presentació

### Recorregut

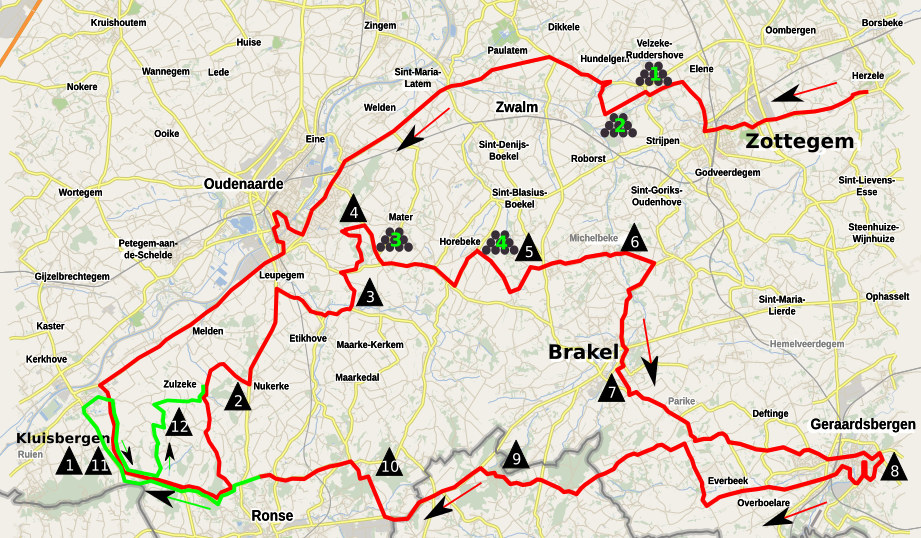
La primera volta del circuit (en vermell) i la transició cap a la segona volta (en verd).

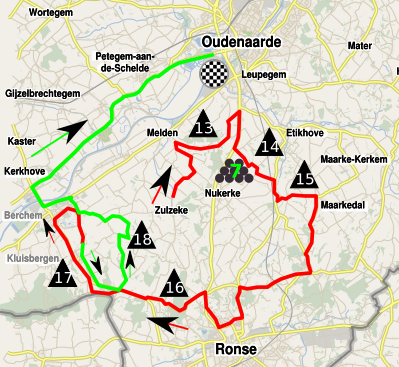
La segona volta del circuit (en vermell) i el final de 16 km de la cursa (en verd).

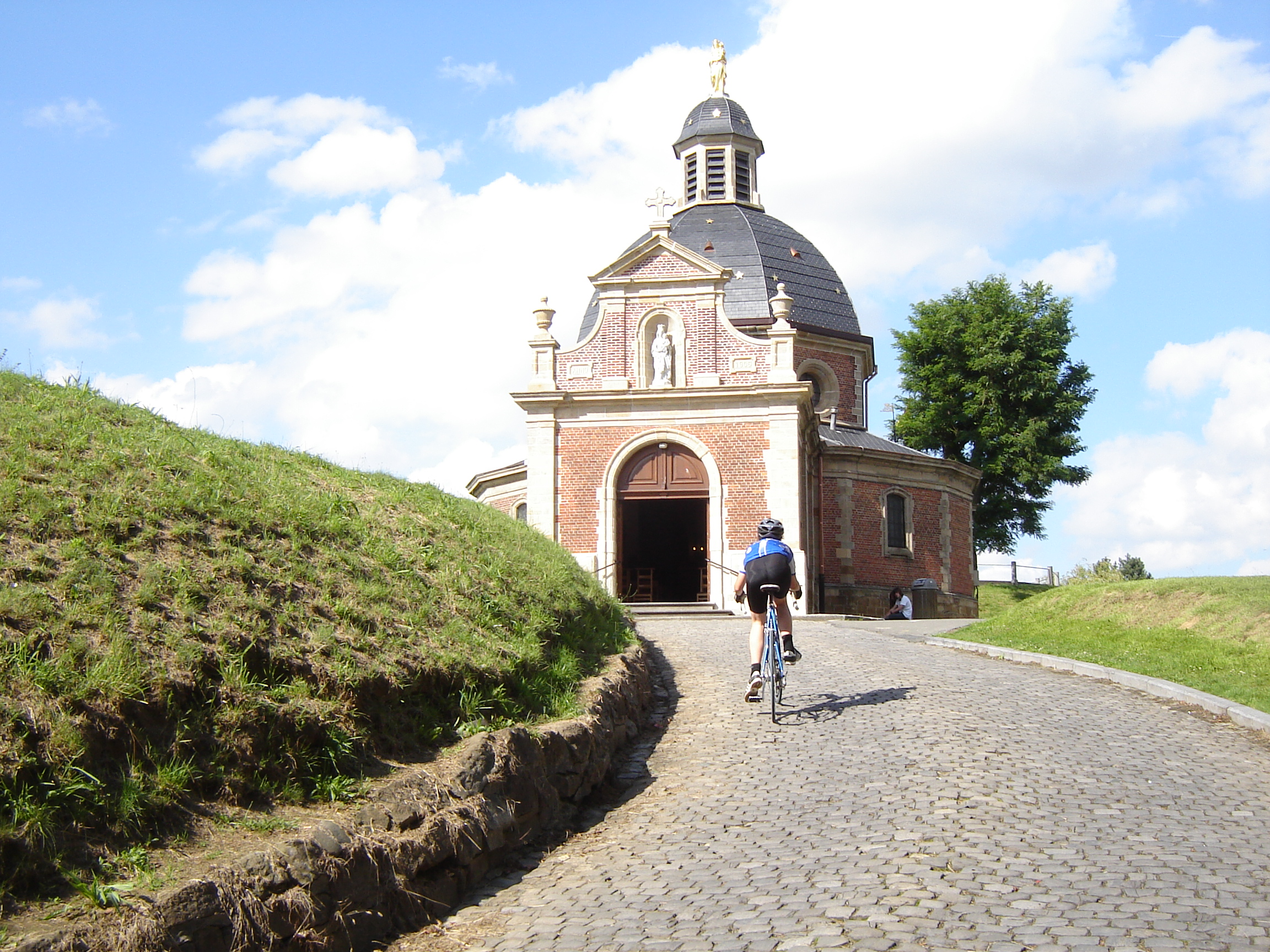
El Muur van Geraardsbergen torna al Tour de Flanders després de 5 anys d'absència.

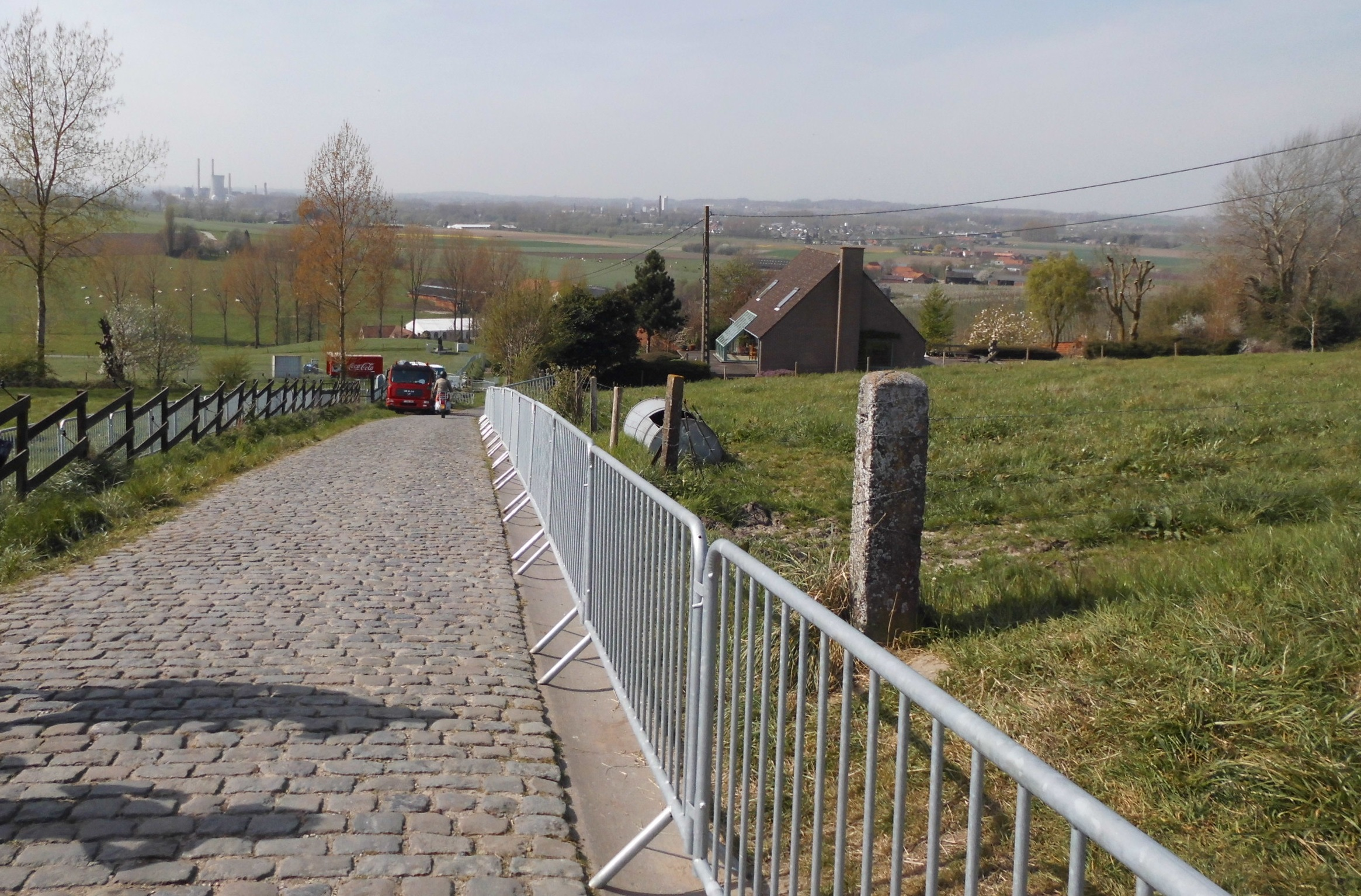
El Paterberg a Kluisbergen és la darrera ascensió de a cursa, a 12 km d'Oudenaarde.

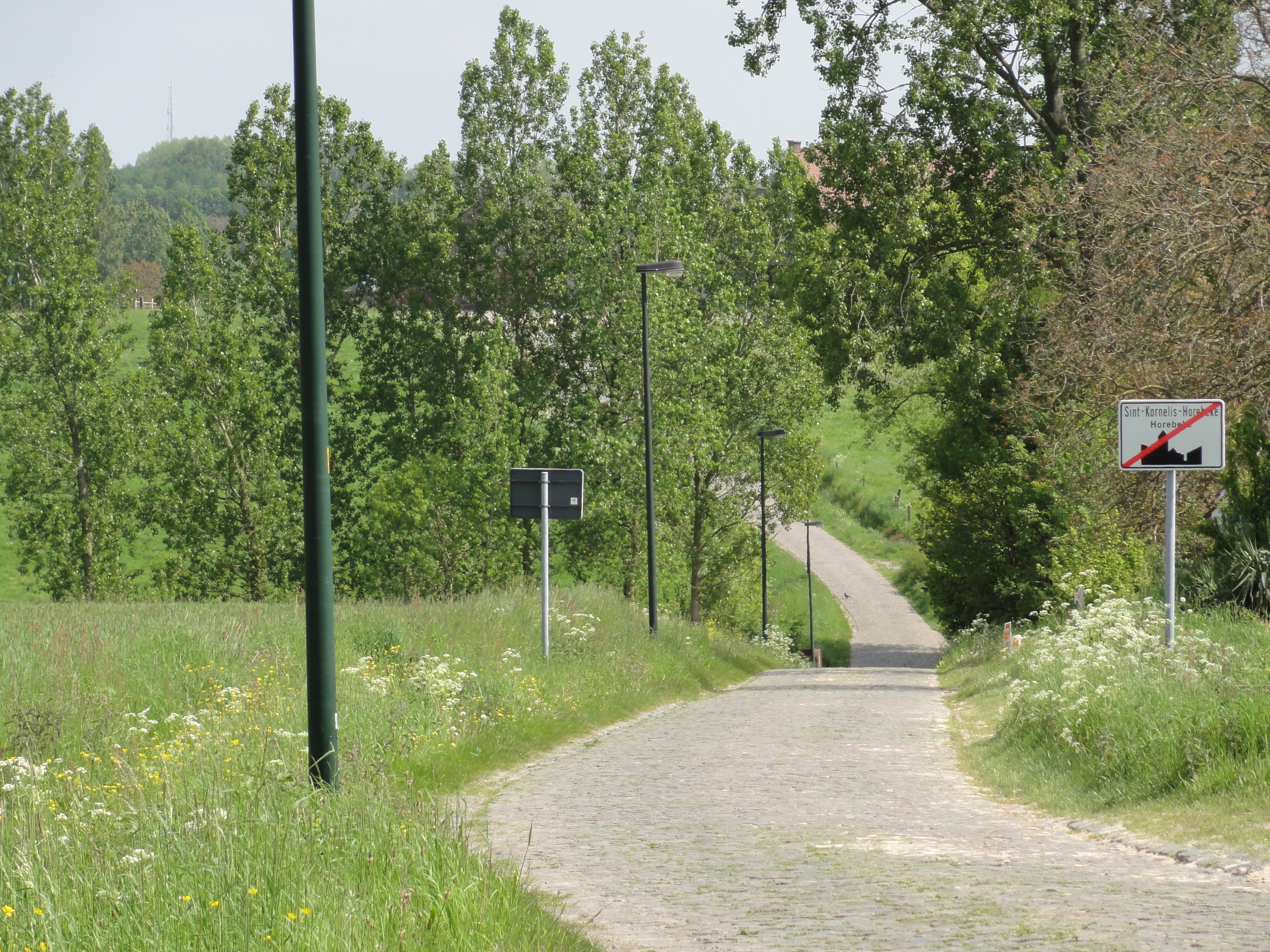
El tram de llambordes de Haaghoek és el penúltim de trams plans de llambordes de la cursa, a 117,4 km de l'arribada.

Anvers acull la sortida del Tour de Flandes per primera vegada, després que aquesta hagués sortit des de Bruges des de l'edició de 1998. El compromís amb Anvers és per a les properes quatre edicions. La cursa finalitza a Oudenaarde i veu com es tornarà a ascendir el Kapelmuur després de diversos anys sense formar part del recorregut.
Durant el recorregut, de 260 km, els ciclistes hauran de superar fins a 18 cotes i cinc trams de llambordes.

#### Murs
18 murs són programats en aquesta edició, la major part d'ells coberts amb llambordes
| Núm. | Nom              | Km    | Ferm       | Llargada (m) | Pendent mitjana | Pendent màxima | Km a meta |
| ---- | ---------------- | ----- | ---------- | ------------ | --------------- | -------------- | --------- |
| 1    | Oude Kwaremont   | 115   | llambordes | 2200         | 4%              | 11,6%          | 144,5     |
| 2    | Kortekeer        | 125,5 | asfalt     | 1000         | 6.4%            | 17.1%          | 134       |
| 3    | Eikenberg        | 133,2 | llambordes | 1200         | 5.2%            | 10%            | 126,3     |
| 4    | Wolvenberg       | 136,3 | asfalt     | 645          | 7.9%            | 17.3%          | 123,2     |
| 5    | Leberg           | 145,1 | asfalt     | 950          | 4.2%            | 13,8%          | 114,4     |
| 6    | Berendries       | 149,2 | asfalt     | 940          | 7%              | 12.3%          | 110,3     |
| 7    | Tenbosse         | 154,2 | asfalt     | 450          | 6.9%            | 8.7%           | 105,3     |
| 8    | Kapelmuur        | 164,5 | llambordes | 750          | 9%              | 20%            | 95        |
| 9    | Pottelberg       | 183,2 | asfalt     | 1353         | 6,5%            | 7%             | 76,3      |
| 10   | Kanarieberg      | 189   | asfalt     | 1000         | 7.7%            | 14%            | 70,5      |
| 11   | Oude Kwaremont   | 204,9 | llambordes | 2200         | 4.2%            | 11%            | 54,6      |
| 12   | Paterberg        | 208,3 | llambordes | 360          | 9,4%            | 22%            | 51,2      |
| 13   | Koppenberg       | 214,9 | llambordes | 700          | 5.3%            | 11.2%          | 44,6      |
| 14   | Steenbeekdries   | 220,3 | llambordes | 700          | 5.3%            | 18%            | 39,2      |
| 15   | Taaienberg       | 222,8 | llambordes | 530          | 6.6%            | 15.8%          | 36,7      |
| 16   | Kruisberg-Hotond | 233   | llambordes | 2500         | 5%              | 9%             | 26,5      |
| 17   | Oude Kwaremont   | 242,8 | llambordes | 2200         | 4.2%            | 11%            | 16,7      |
| 18   | Paterberg        | 246,3 | llambordes | 400          | 12.5%           | 20%            | 13,2      |

#### Sectors de llambordes
Els ciclistes hauran de superar 5 sectors de llambordes repartits entre 130 quilòmetres.
| Núm. | Nom              | Km    | Llargada | Km a meta |
| ---- | ---------------- | ----- | -------- | --------- |
| 1    | Lippenhovestraat | 83,8  | 1300     | 175,7     |
| 2    | Paddestraat      | 85,3  | 2300     | 174,2     |
| 3    | Holleweg         | 136,4 | 350      | 123,1     |
| 4    | Haaghoek         | 142,1 | 2000     | 117,4     |
| 5    | Mariaborrestraat | 219   | 2400     | 40        |

### Equips
En ser el Tour de Flandes una prova de l'UCI World Tour, els 18 World Tour són automàticament convidats i obligats a prendre-hi part. A banda, el 28 de febrer de 2017 foren anunciats els set equips convidats a prendre-hi part per formar un pilot de 25 equips i 200 corredors.
| WorldTeams (18)- Bora-Hansgrohe - Quick-Step Floors - Lotto-Soudal - BMC Racing Team - Cannondale-Drapac - Trek-Segafredo - Orica-Scott - AG2R La Mondiale - Katusha-Alpecin - Astana - Sky - Dimension Data - Movistar Team - Bahrain-Merida - Lotto NL-Jumbo - FDJ - Team Sunweb - UAE Team Emirates Equips continentals professionals (7)- Sport Vlaanderen-Baloise - Wanty-Groupe Gobert - Verandas Willems-Crelan - Direct Énergie - Cofidis, Solutions Crédits - Roompot-Nederlandse Loterij - Wilier Triestina-Selle Italia |
| |

## Classificació final
| \| Classificació general \| Classificació general \| Classificació general \| Classificació general \| Classificació general \| \| Corredor \| Corredor \| Equip \| Temps \| \| \| --------------------- \| ------------------------ \| ----------------------------- \| --------------------- \| --------------------- \| \| 1r \| Philippe Gilbert \| Quick-Step Floors \| 6h 23' 45" \| \| \| 2n \| Greg Van Avermaet \| BMC Racing Team \| + 29" \| \| \| 3r \| Niki Terpstra \| Quick-Step Floors \| + 29" \| \| \| 4t \| Dylan van Baarle \| Cannondale-Drapac \| + 29" \| \| \| 5è \| Alexander Kristoff \| Katusha-Alpecin \| + 53" \| \| \| 6è \| Sacha Modolo \| UAE Team Emirates \| + 53" \| \| \| 7è \| John Degenkolb \| Trek-Segafredo \| + 53" \| \| \| 8è \| Filippo Pozzato \| Wilier Triestina-Selle Italia \| + 53" \| \| \| 9è \| Sylvain Chavanel \| Direct Énergie \| + 53" \| \| \| 10è \| Sonny Colbrelli \| Bahrain-Merida \| + 53" \| \| \| 11è \| Michael Valgren Andersen \| Astana \| + 53" \| \| \| 12è \| Luke Durbridge \| Orica-Scott \| + 53" \| \| \| 13è \| Matteo Trentin \| Quick-Step Floors \| + 53" \| \| \| 14è \| Yoann Offredo \| Wanty-Groupe Gobert \| + 53" \| \| \| 15è \| Gianni Moscon \| Team Sky \| + 53" \| \| \| 16è \| Scott Thwaites \| Dimension Data \| + 53" \| \| \| 17è \| Tony Gallopin \| Lotto-Soudal \| + 53" \| \| \| 18è \| Nélson Oliveira \| Movistar Team \| + 53" \| \| \| 19è \| Fabio Felline \| Trek-Segafredo \| + 1' 01" \| \| \| 20è \| André Greipel \| Lotto-Soudal \| + 2' 29" \| \| |                          |                               |            |
| |                          |                               |            |
| Font: ProCyclingStats |                          |                               |            |
| Classificació general |                          |                               |            |
| Corredor | Corredor                 | Equip                         | Temps      |
| 1r | Philippe Gilbert         | Quick-Step Floors             | 6h 23' 45" |
| 2n | Greg Van Avermaet        | BMC Racing Team               | + 29"      |
| 3r | Niki Terpstra            | Quick-Step Floors             | + 29"      |
| 4t | Dylan van Baarle         | Cannondale-Drapac             | + 29"      |
| 5è | Alexander Kristoff       | Katusha-Alpecin               | + 53"      |
| 6è | Sacha Modolo             | UAE Team Emirates             | + 53"      |
| 7è | John Degenkolb           | Trek-Segafredo                | + 53"      |
| 8è | Filippo Pozzato          | Wilier Triestina-Selle Italia | + 53"      |
| 9è | Sylvain Chavanel         | Direct Énergie                | + 53"      |
| 10è | Sonny Colbrelli          | Bahrain-Merida                | + 53"      |
| 11è | Michael Valgren Andersen | Astana                        | + 53"      |
| 12è | Luke Durbridge           | Orica-Scott                   | + 53"      |
| 13è | Matteo Trentin           | Quick-Step Floors             | + 53"      |
| 14è | Yoann Offredo            | Wanty-Groupe Gobert           | + 53"      |
| 15è | Gianni Moscon            | Team Sky                      | + 53"      |
| 16è | Scott Thwaites           | Dimension Data                | + 53"      |
| 17è | Tony Gallopin            | Lotto-Soudal                  | + 53"      |
| 18è | Nélson Oliveira          | Movistar Team                 | + 53"      |
| 19è | Fabio Felline            | Trek-Segafredo                | + 1' 01"   |
| 20è | André Greipel            | Lotto-Soudal                  | + 2' 29"   |